# خط کلاید شمالی
خط کلاید شمالی (انگلیسی: North Clyde Line) یک خط راه‌آهن در اسکاتلند است.
این خط که دارای ۵۷ ایستگاه است در چهار ایستگاه در غرب شروع و در سه ایستگاه در شرق اسکاتلند به پایان می‌رسد.

## نگارخانه

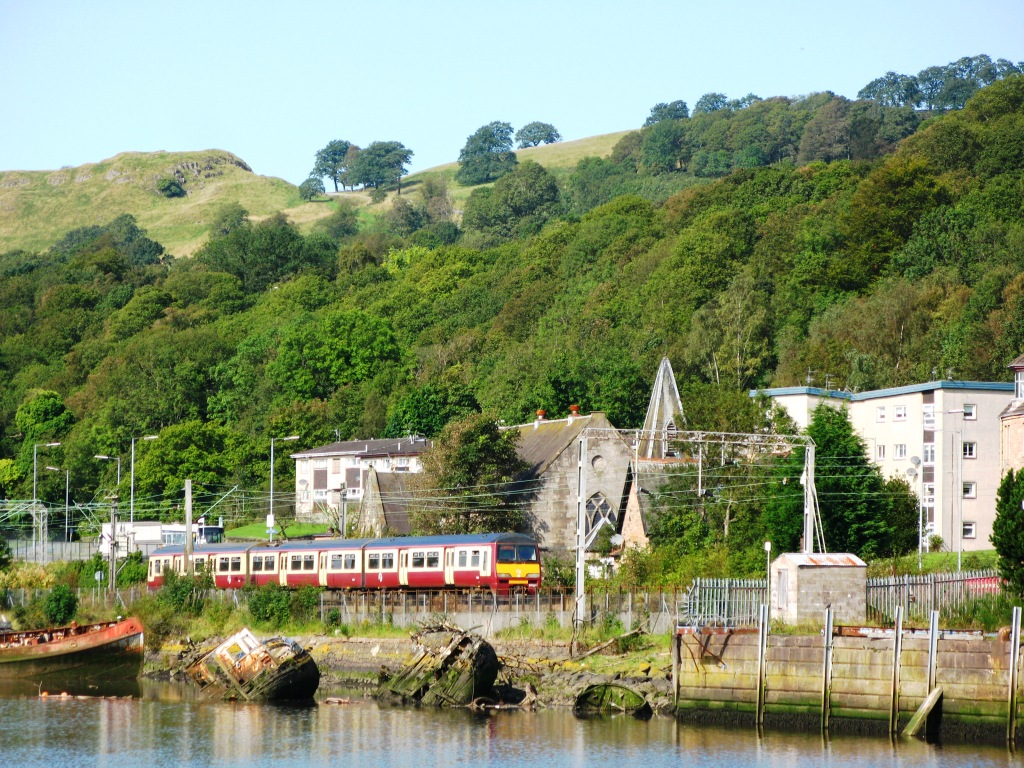
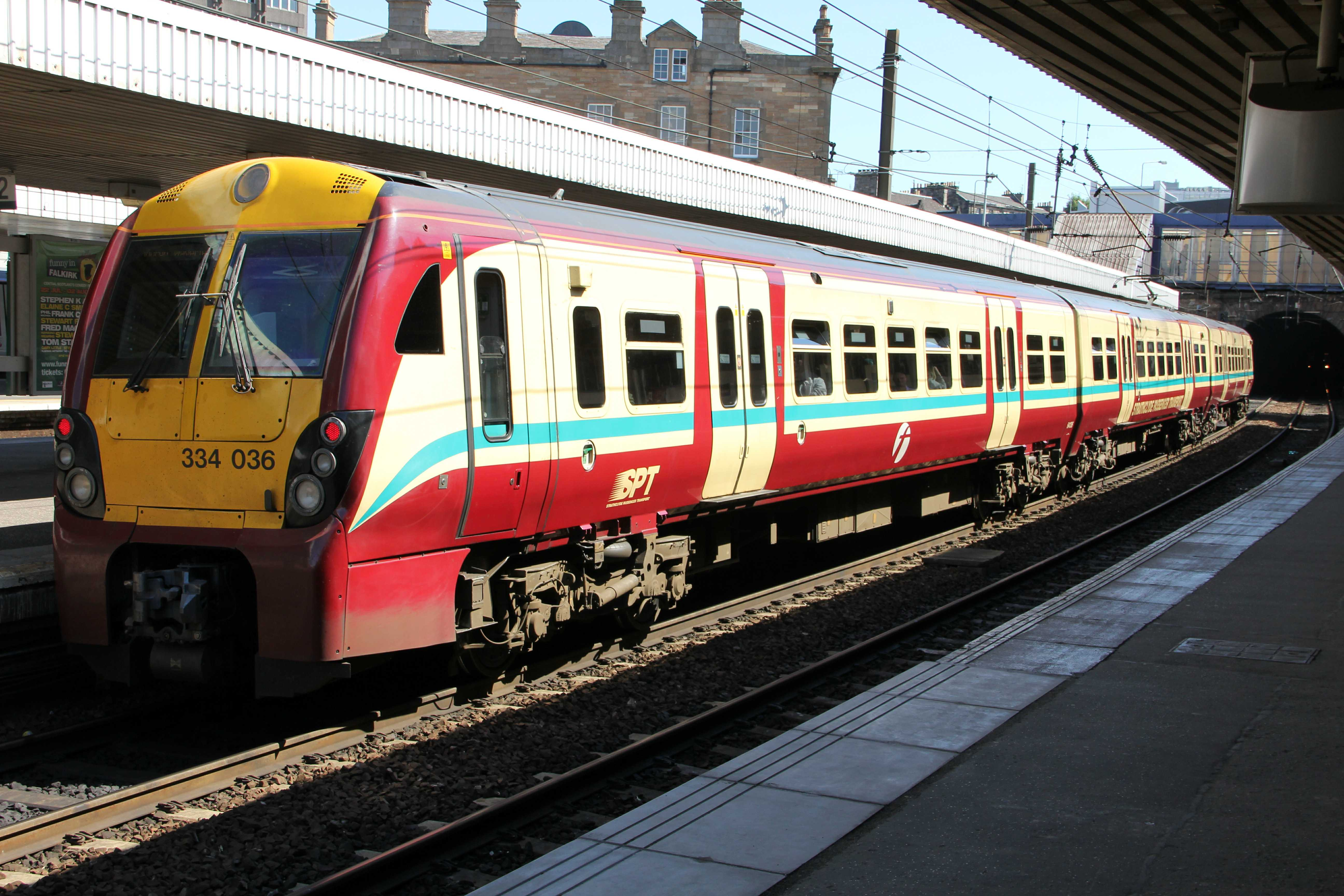
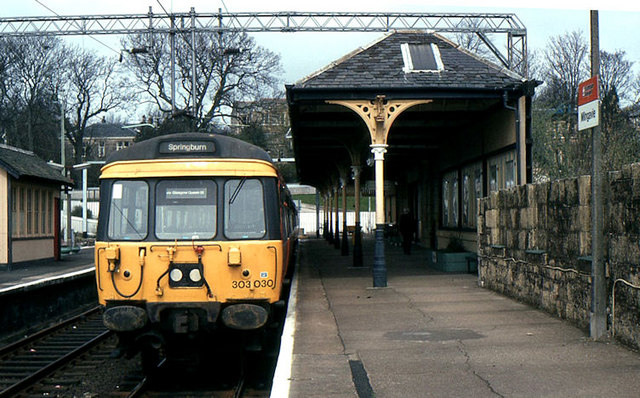
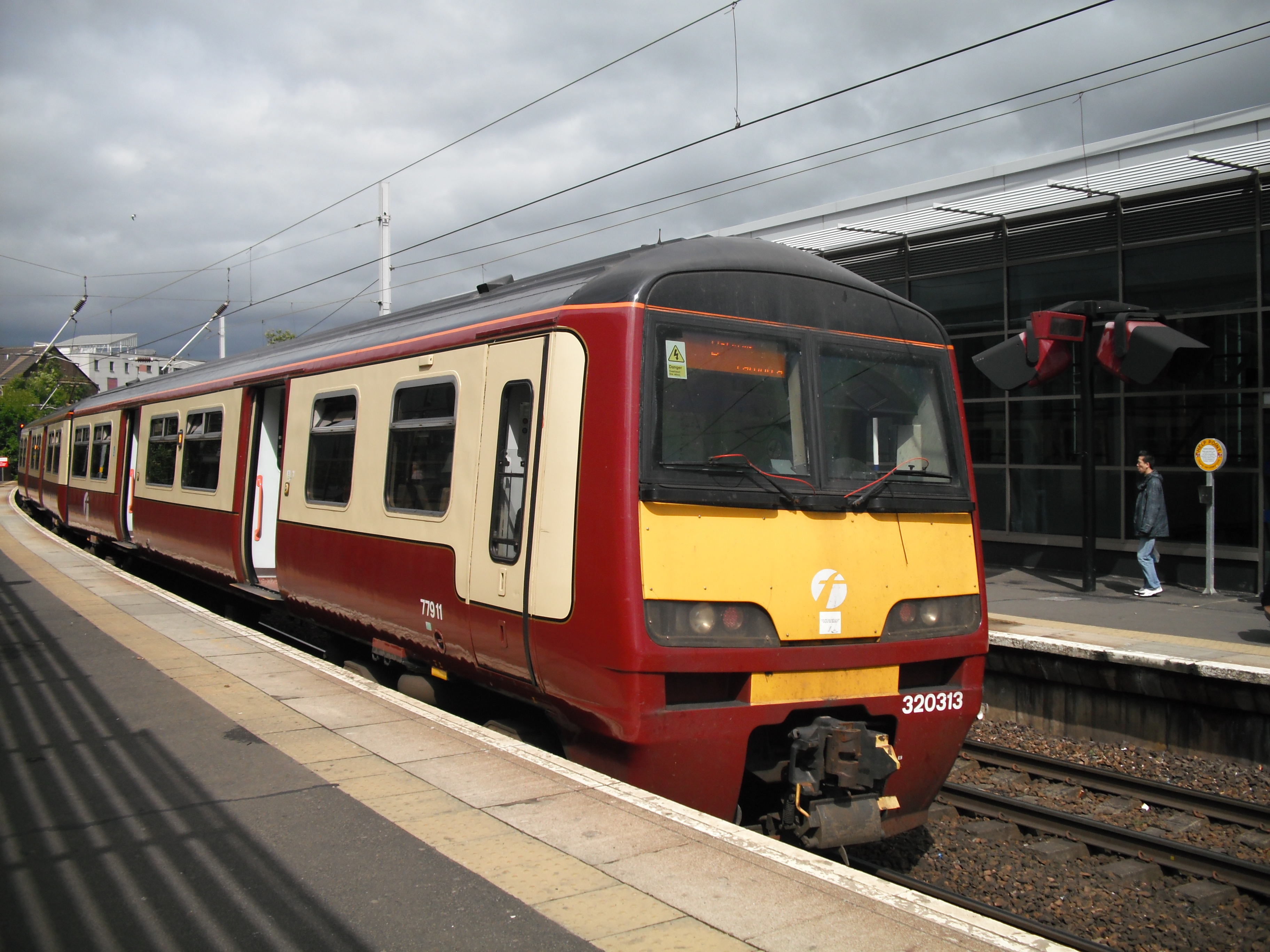
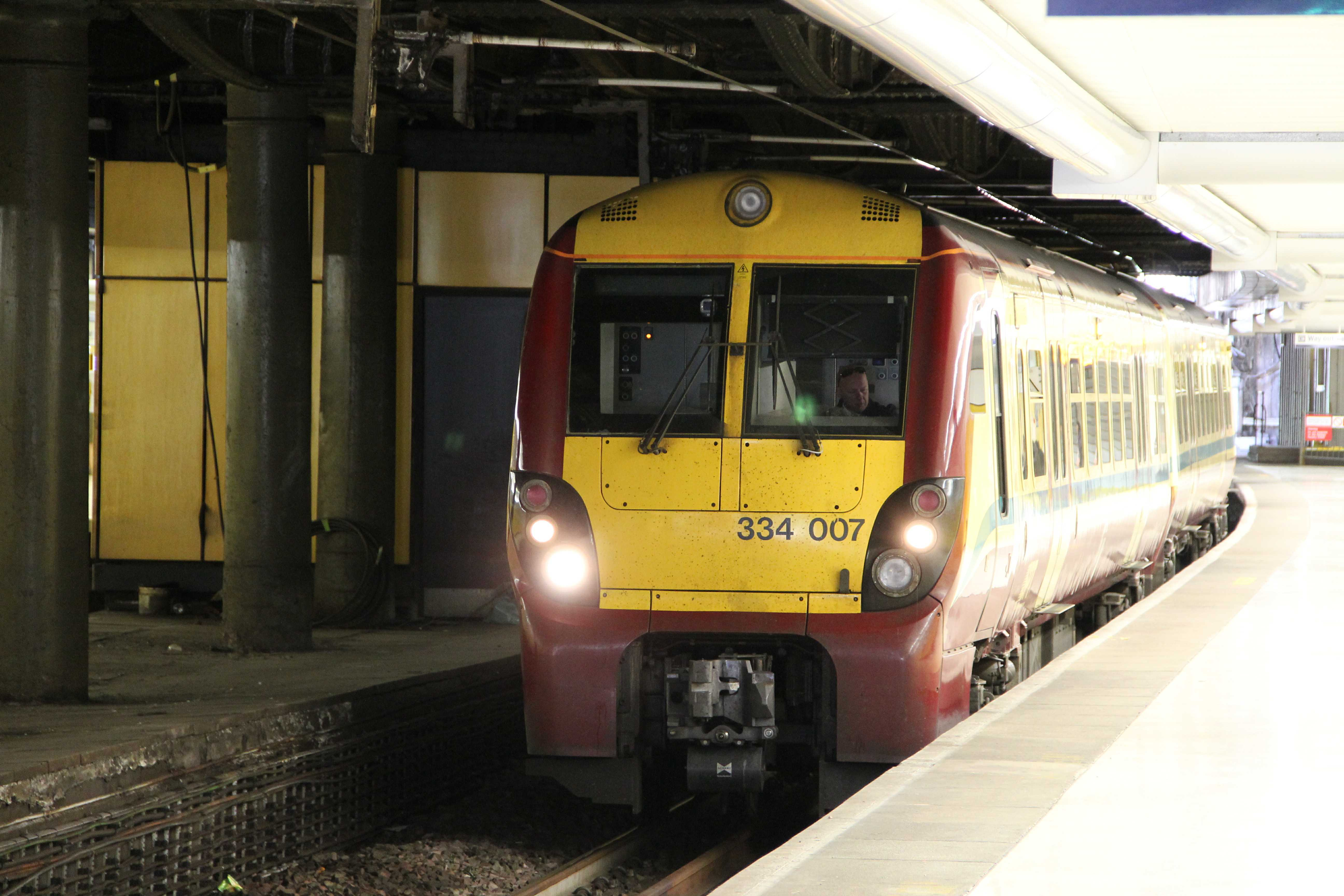